# Fizjonomika
Ten artykuł opisuje teorie, metody lub czynności niezgodne ze współczesną wiedzą medyczną.

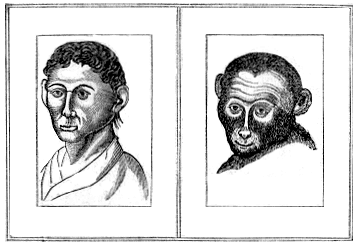
Wystarczyło znaleźć podobieństwo do jakiegoś zwierzęcia i od czasów Arystotelesa wszystko było jasne – ilustracja do The Physiognomist's Own Book z 1841 r.

Fizjonomika (gr. φύσις, physis – natura; γνώμων, gnōmōn – wskazówka, oznaka) – pseudonauka utrzymująca, że wygląd twarzy, jej cech charakterystycznych decyduje u człowieka o jego przynależności do określonej grupy charakterologicznej, a nawet może decydować o powodzeniu w życiu i całym losie. Fizjonomicy przewidują lub rozpoznają właściwości umysłowe i postawy uczuciowe badanego na podstawie twarzy, postury i czynności wykonywanych bezwiednie.
Najwięcej wiadomości uzyskują jednak z twarzy. Zależnie od „szkoły” dzielą ją na trzy lub dwie strefy. Według trzystrefowego podziału:
1. część od czoła do brwi odzwierciedla stan władz umysłowych – rozumu
2. nos i policzki świadczą o uczuciowości osobnika
3. usta i broda określają stan sił witalnych.

Dwustrefowy podział przedstawia się następująco:
1. górna połowa głowy to tzw. połówka intelektualna czyli twarz idealistyczna
2. dolna połowa głowy to połówka zwierzęca czyli twarz realistyczna.

Thimoty Mar opracował szczegółową instrukcję dotyczącą odczytywania cech charakteru i usposobienia z rysów twarzy, zawierającą różne symptomatyczne opisy: owalu twarzy, kształtu czoła, zmarszczek, łuków brwiowych, oczu, nosa, ust, zębów, uszu, brody oraz sposobu trzymania głowy, np. głowa zadarta do góry – fałszywa ambicja. Zwłaszcza w drugiej połowie XIX w. i pierwszej XX w. fizjonomika była wykorzystywana w różnych teoriach o charakterze rasistowskim oraz jako argument w eugenice. Okresami rozwijała się nawet osobna koncepcja pod nazwą patonomiki. Głosiła ona, że dopiero choroby i cierpienia, emocje towarzyszące różnym działaniom odciskają na twarzy specyficzne ślady mogące dawać wartościowe wskazówki co do charakteru badanego. W odmianie eugenicznej usiłowano rozpoznawać patologiczne odchylenia psychiczne. U podstaw fizjonomiki leży wiara w przeznaczenie (determinizm losu). Ponieważ „wiedza” fizjonomiczna nie jest weryfikowalna, łatwo może zostać użyta jako sposób czerpania obfitych zysków kosztem osób naiwnych. Dzisiejsza fizjonomika dla zdobycia zwolenników używa współczesnych argumentów, stwarzających pozory racjonalności i zgodności tej teorii ze współczesną nauką. Dla przykładu: za kształt twarzy odpowiada testosteron a jego poziom wpływa na charakter, od którego zależy sukces w życiu. Fakt, że na charakter oprócz hormonów i genetyki (geny sprzężone) ma wpływ wychowanie, środowisko i wiele innych aspektów, jest pomijany lub bagatelizowany po to, aby wśród potencjalnych klientów nie wzbudzać niepotrzebnych wątpliwości.

## Historia fizjonomiki

### Starożytność
Jeżeli chodzi o usystematyzowanie przemyśleń w dziedzinie fizjonomiki, to w pierwszej kolejności zwrócić się trzeba ku Arystotelesowi. To on zauważył, że można określić charakter zwierzęcia
czy też człowieka na podstawie jego postury, jak i rysów twarzy. W dziele Arystotelesa Analityki pierwsze można znaleźć liczne nawiązania do tej teorii. Ciało i dusza współistniejąc oddziałują na siebie i choć jakąś rolę w życiu człowieka odgrywa kultura i sztuka, to jednak pierwotny związek ma decydujące znaczenie dla fizjonomii i charakteru. Tego samego autora Fizjonomika, poświęcona wyłącznie tej problematyce, składa się z dwóch części. W pierwszej autor analizuje ludzkie zachowania w konkretnych życiowych sytuacjach. W drugiej analizuje zachowania samic i samców różnych gatunków zwierząt. Ich znacznie łatwiejsze do wytłumaczenia zachowania bierze za wzór i podobne cechy znajduje u ludzi.
Fizjonomiką zajmował się również Teofrast, Cyceron, Kwintylian, Pliniusz Starszy, Seneka Młodszy i Galen. Zdarzyło się, że Pitagoras pewnego razu nie przyjął do grona swych uczniów niejakiego Cylona, tylko dlatego że nie spodobał mu się jego wygląd, świadczący, zgodnie z fizjonomiką, o złym charakterze kandydata.

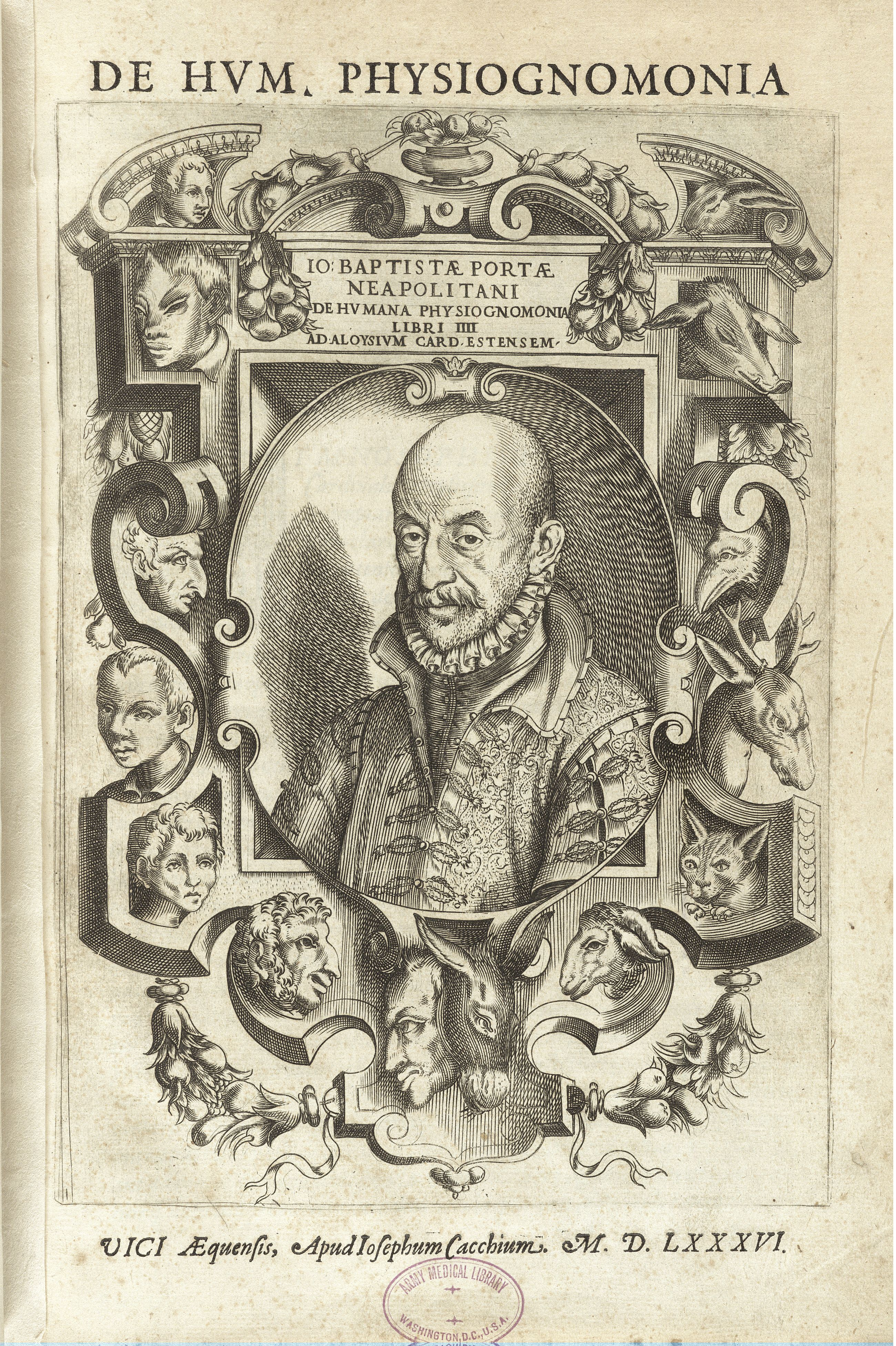
Strona tytułowa De humana physiognomia della Porty

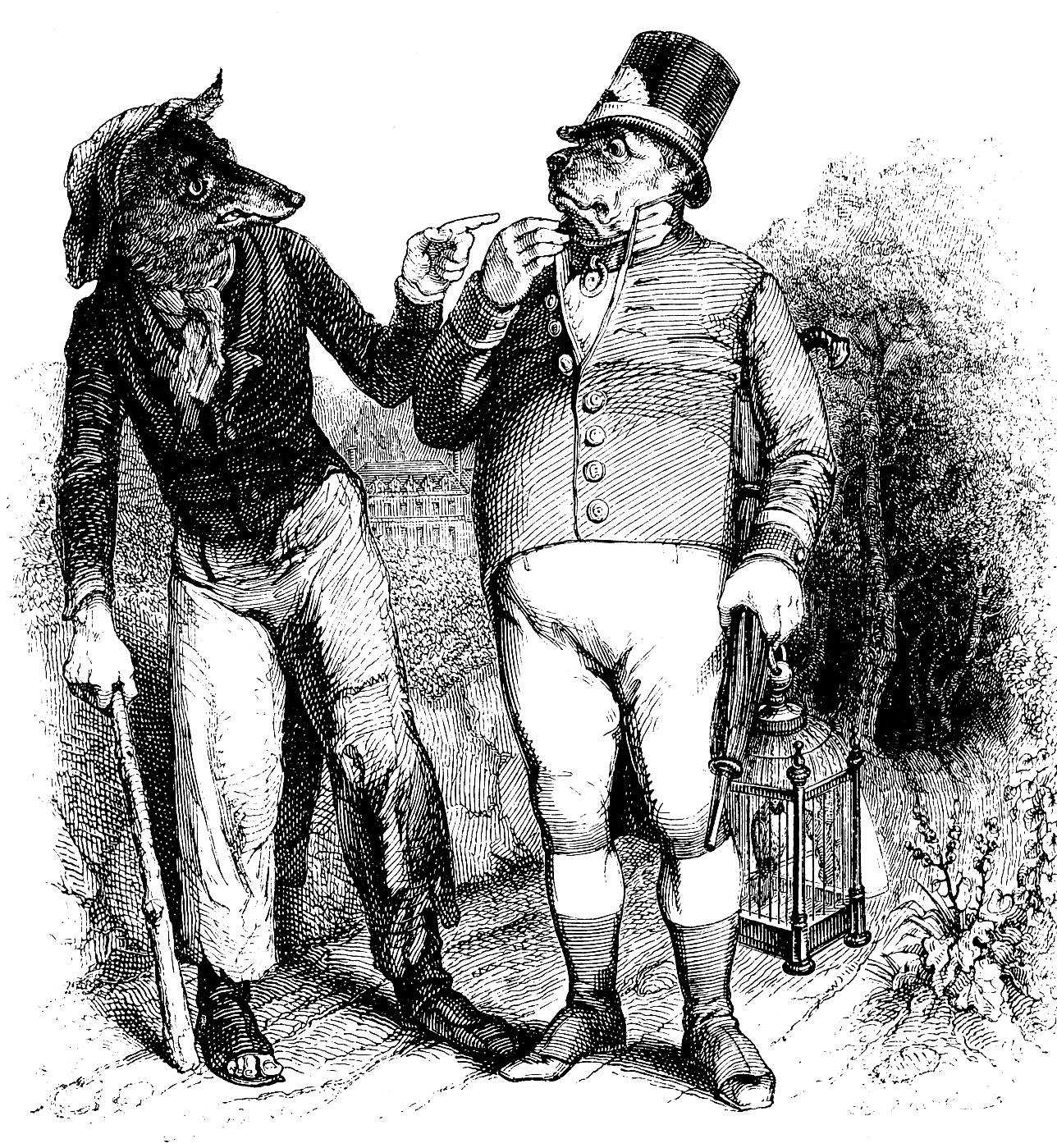
Wilk i pies – narysowane zgodnie z regułami fizjonomiki

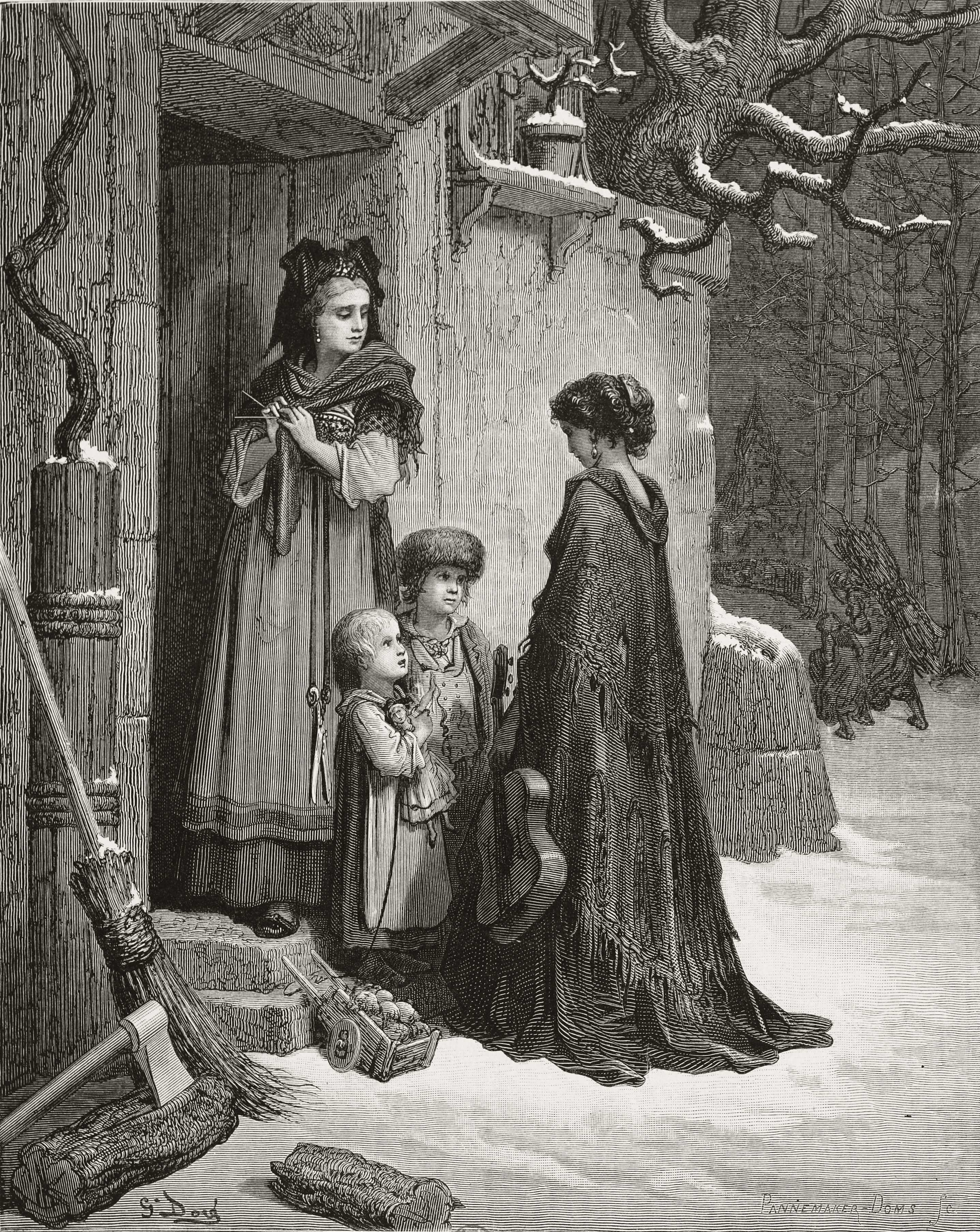
Zamiast pracowitej mrówki i lekkomyślnego polnego konika mamy stateczną matronę i lekkomyślną panienkę

### Średniowiecze
W średniowieczu wiara w charakterologiczne skutki posiadania określonej fizjonomii znacznie się rozpowszechniła. Idący na pielgrzymkę do Canterbury Anglicy z Opowieści Kanterberyjskich, zazwyczaj opisują bohaterów swoich opowiadań stosownie do ich charakteru. Nic dziwnego – fizjonomika była w Anglii przedmiotem wykładowym od dawna i dopiero Henryk VIII Tudor w roku 1531 zabronił prowadzania takich nauk. Na kontynencie za sprawą scholastyki fizjonomika podupadła. Do najwybitniejszych przedstawicieli tego okresu należy Joannis ab Indagine zalecający dokonywanie przepowiedni na podstawie znaków uzyskanych na podstawie chiromancji, fizjonomiki oraz astrologii. Girolamo Cardano, włoski matematyk, astrolog i lekarz powiązał układ zmarszczek na czole z określonymi planetami i metalami. Doprowadziło go to do wniosku, że dzięki wnikliwemu poznaniu wyglądu twarzy można rozczytać nie tylko charakter człowieka, ale nawet postawić lekarską diagnozę. Jego spostrzeżenia poparł Paracelsus. W XVI wieku pętla inkwizycji zacieśniła się jednak wokół nauki i sztuki. Wiele wybitnych dzieł trafiło do pierwszego oficjalnego indeksu ksiąg zakazanych przez Kościół, a wśród
nich i te traktujące o fizjonomice. W 1559 roku decyzją papieża Pawła IV dzieła dotyczące fizjonomiki, jako dopuszczające wpływ na człowieka innych sił niż boskie, trafiły na listę ksiąg zakazanych. Odtąd, przez długi czas literatura fizjonomiczna rozpowszechniała się głównie drogą powielania (przedruki i tłumaczenia) w krajach nieuznających władzy papieża. Girolamo Cardano stworzył odmianę fizjonomiki o nazwie metoposkopia. Tu w diagnostyce kluczową rolę odgrywał przebieg bruzd i zmarszczek na czole badanego. Odpowiadały one określonym planetom (metalom) mającym i przekazującym określone cechy, z dawien dawna zbadane i opisane przez alchemików. Zwolennikiem tego kierunku był Paracelsus.

### Renesans
Podejście do ludzkiej twarzy zmieniło się z nadejściem renesansu, kiedy wyraz oczu nabrał znaczenia. To właśnie oczy są zwierciadłem duszy, co podkreślał w swoich dziełach Rafael Santi. Myśl ta towarzyszy nam po dziś dzień choćby za sprawą Amedeo Modiglianiego, który obdarowuje malowane postaci jednobarwnymi, niezgodnymi z anatomią, bezosobowymi oczami, jeżeli nie zna ich duszy.

## Nowożytność i czasy współczesne[8]
Ponowny rozkwit fizjonomika zawdzięcza postaci szwajcarskiego pastora Lavatera (1741-1801) zainspirowanego pismami lekarzy i filozofów: G. B. della Porty (1535-1615) oraz Browne’a. Pisma Browne’a zwróciły uwagę Lavatera na odrębności narodowe, mające odzwierciedlenie zwłaszcza w kształcie nosów, warg i oprawy oczu, natomiast pisma della Porty podkreśliły konieczność oddzielenia cech wynikłych z natury od cech nabytych, chociażby przez edukację. Zagadnienie to della Porta zilustrował w swojej De humana physiognomia (1586) drzeworytami zwierząt będących uosobieniem określonych cech (człowiek mający wzrok owcy ma też jej cechy charakteru i umysłu). Zarówno Włoch, jak i Anglik byli zwolennikami koncepcji sygnatur Paracelsusa. Z tego wypływała pewność słuszności koncepcji fizjonomiki – odpowiednie znaki są dane, fizjonomikowi pozostaje je rozpoznać i zinterpretować. Ludzie mający podobne cechy twarzy muszą mieć również podobne charaktery. Von der Physiognomik Lavatera opublikowana po niemiecku w 1772 r. przyniosła mu wielką popularność, także w Anglii i Francji, gdzie pojawiły się jej przekłady. Następne, czterotomowe dzieło Physiognomische Fragmente z lat 1775-78 ugruntowało sławę Lavatera. Zamieścił w nim liczne portrety i analizy charakterologiczne mnóstwa znanych postaci współczesnych i historycznych (szlachty, mieszczan, pisarzy, prostych chłopów, zbrodniarzy a nawet zwierząt).
Wszystkie siedemnastowieczne badania i wnioski sprawiły, że ludzie bardziej się kontrolowali, poznawali siebie samych. Tym dziwniejszym może wydawać się fakt, że w połowie tego stulecia fizjonomika podzieliła los wróżbiarstwa oraz astrologii i powoli zaczęła znikać z naukowych ksiąg. Została wyparta przez myślenie racjonalne, stopniowo zaczęła znikać z encyklopedii, a nawet jeśli hasła z nią związane pozostawały, to opatrzono je przestrogami, aby nauk tych nie traktować zbyt poważnie, a już na pewno aby nie wydawać sądów o człowieku na podstawie tych spostrzeżeń. Zaczęto zwracać uwagę na poznawanie bliżej ludzi, zanim wyda się o nich sąd. Na scenę poznania zaczęły więc wkraczać inne metody wykazujące, że zbliżenie się do człowieka może całkowicie zmienić naszą ocenę zewnętrznego wyglądu. Courtine i Haroche określili to pięknie „zemstą Sokratesa” Po publikacjach Marcusa de la Colombière'a, aż do lat siedemdziesiątych XVIII wieku nie pojawiło się we Francji ani jedno dzieło traktujące o fizjonomice. Badacze zajęli się jednak dziedzinami pokrewnymi. Po pierwsze pojawiła się patognomika, po drugie powstała frenologia.

### Patognomika
Patognomika to nauka o ruchach muskulatury twarzy, będących uzewnętrznieniem przeżyć człowieka. Zagadnienie odczytywania sposobu poruszania się człowieka nie pozostawały rzecz jasna niezauważone, aż do XVIII wieku. Już w starożytności obserwowano je i analizowano. Świadczą o tym chociażby opracowania Kwintyliana, traktujące o sposobach używania mimiki i gestów przez retorów. Termin „patognomika” ukuty został jednak przez Lichtenberga i jest do dziś częścią składową psychologii wyrazu.

### Frenologia
Frenologię opracowali ją Gall i Spurzheim. Twierdzili, że kora mózgu człowieka jest podzielona na strefy, z których każda odpowiada za określone zjawiska psychiczne, a te z kolei – za dane uzdolnienia i cechy charakterologiczne człowieka. Uznano zatem, że po kształcie czaszki człowieka można określić jakie dana osoba posiada zdolności, a jakie ułomności. Frenolodzy porównywali czaszki różnych ludzi między sobą, analizowali podobieństwa i różnice u obu płci, a także u różnych ras, co z kolei doprowadziło do powstania pewnych stereotypów. Gall, który pozostał jednym z najbardziej znanych badaczy frenologicznych, poszukiwał wypukłości na czaszce człowieka i próbował na podstawie ich obecności bądź braku określić dyspozycje intelektualne i moralne badanego.
Poglądy te zostały
bardzo ostro potraktowane również przez Lichtenberga, a Hegel w swej „Fenomenologii ducha” otwarcie wyśmiał całą frenologię oraz Lavatera. Choć niejednokrotnie bardzo źle przyjęta, co zresztą nie powinno nikogo dziwić, odbiła się echem jeszcze w XIX wieku.
W XX wieku poglądy te przyniosły nową teorię, również dotyczącą temperamentu, a mianowicie genetyczną teorię typów, wiążącą strukturę psychiczną i fizyczną człowieka z uwarunkowaniami genetycznymi. Przekonanie to zbyt małą wagę przywiązywało jednak do czynników środowiskowych, jakie bezdyskusyjnie wpływają na człowieka w bardzo dużym stopniu. Frenologia, choć była teorią, która miała ogromny wpływ na rozwój prawdziwych nauk, takich jak neurologia, bądź neurochirurgia.
Wpływ fizjonomiki najbardziej uwidacznia się w dziełach Balzaka, Dickensa, Hardy’ego oraz Brontë. Związek wyglądu twarzy z charakterem i czynami jest głównym motywem powieści Wilde’a Portret Doriana Graya. W Ameryce ten nurt reprezentują nowele Poego. Do fizjonomiki bardzo praktycznie podchodził Cesare Lombroso. Jako lekarz-kryminolog badał twarze w kontekście skłonności do popełniania określonych przestępstw (Genio e follia, 1864). W badaniach posiłkował się głównie kraniometrią (robił pomiary czaszek) i stąd przyjął koncepcję dziedzicznej skłonności do popełniania określonych przestępstw.
W XXI wieku fizjonomika i jej dziedzictwo wciąż funkcjonują. Jej ślady znajdziemy w antropometrii i ortodoncji, w technikach rekrutacyjnych, w psychologii wyrazu, osteologii, miologii, organologii, kryminologii oraz wielu innych dziedzinach.
Jako pierwszy do nowożytnej fizjonomiki inaczej podszedł na początku XX wieku H.W. Merton. Założył on w 1918 r. w Nowym Jorku instytut usługowy, określający na podstawie twarzy cechy charakteru kandydatów do pracy, przysyłanych na badania przez ich potencjalnych pracodawców. Orzeczenia instytutu cieszyły się wielkim powodzeniem. Według Mertona twarz dzieliła się na 16 głównych stref, te na podstrefy i części – razem 1296 punktów określających cechy charakteru i umysłu.
W latach 1936–1945 departament lotnictwa japońskiej marynarki wojennej zatrudniał fizjonomika Yoshito Mizuno z zadaniem sprawdzania przydatności kandydatów na pilotów. Ku zaskoczeniu sceptyków ze sztabu admirała Yamamoto aż 80% pozytywnie zaopiniowanych przez Mizuno zostało pilotami. Ten zaskakujący wynik równie dobrze można jednak wytłumaczyć pozytywnymi zmianami jakie w tym czasie zaszły w armii japońskiej.